# Francisco Peralta Torrejón
Francisco Peralta Torrejón (La Serena, 1965) is een Chileens-Oostenrijkse fotograaf.

## Levensloop
Peralta Torrejón begon zijn carrière eind jaren negentig als fotograaf in de mode-industrie. Hij werkte onder meer voor de tijdschriften Woman en Wienerin. De focus van zijn huidige werk ligt op architectuurfotografie, natuurbeelden, operavoorstellingen, gedenkstenen en soms portretten. Hij werkt regelmatig samen met fotograaf Christian Michelides. Samen met hem fotografeert hij opera's en Stolpersteine. Zijn foto's zijn meerdere malen bekroond.
Zijn theaterfotografie is gedocumenteerd in het Burgtheater in Wenen en in de Scala in Milaan, bij de staatsopera's in Wenen, Berlijn, Hamburg en München, bij de Semperoper en in de Teatro La Fenice, op de festivals in Bayreuth, Salzburg en Glyndebourne, in Brussel, Barcelona, Madrid, Lissabon, Londen, Parijs, Chicago, Houston, Beijing, Tokio en Sydney.
Hij werkt ook bij Lighthouse Wien en volgt een opleiding tot psychotherapeut.

## Fotogalerij

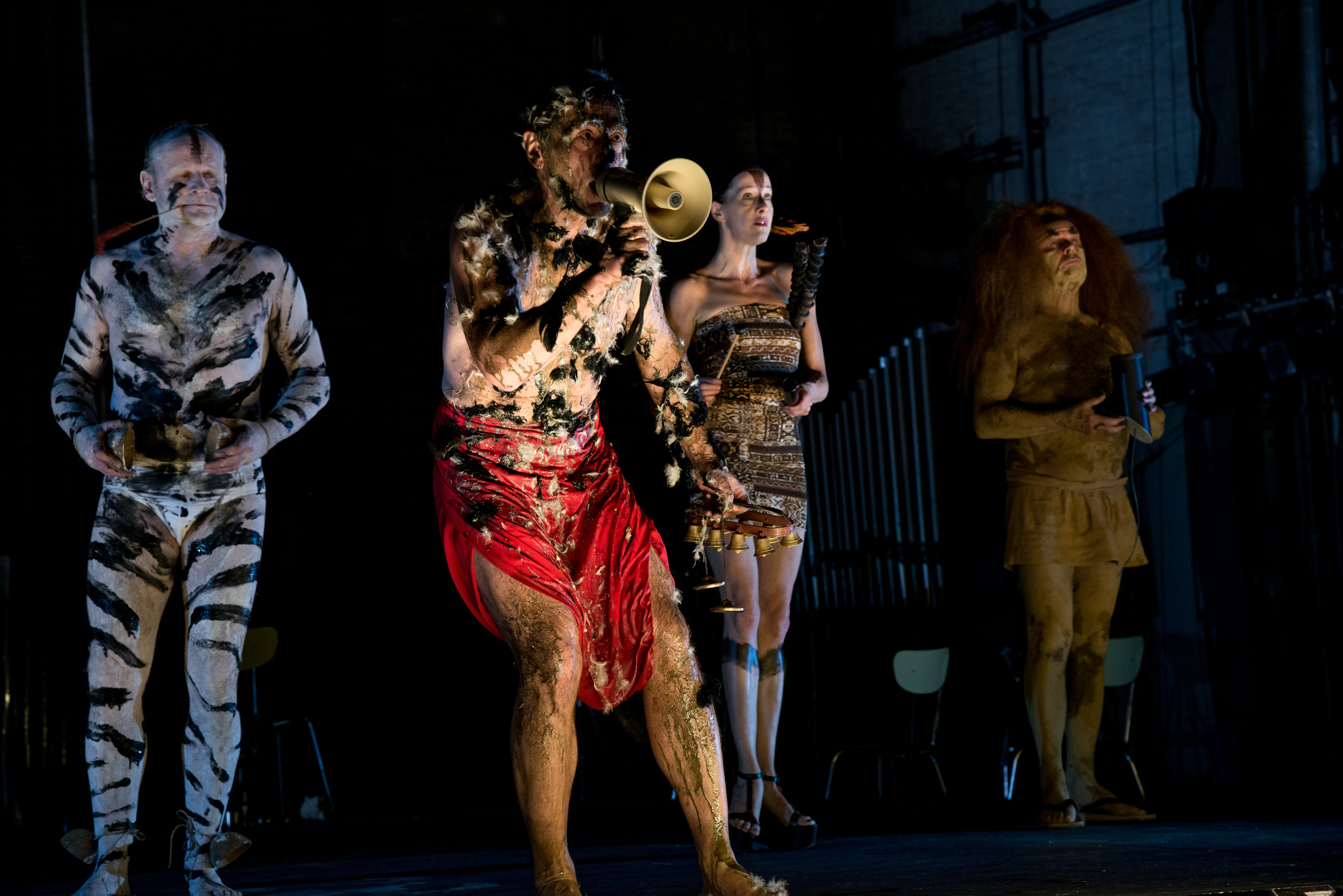
Das Reich der Tiere Burgtheater, Wenen
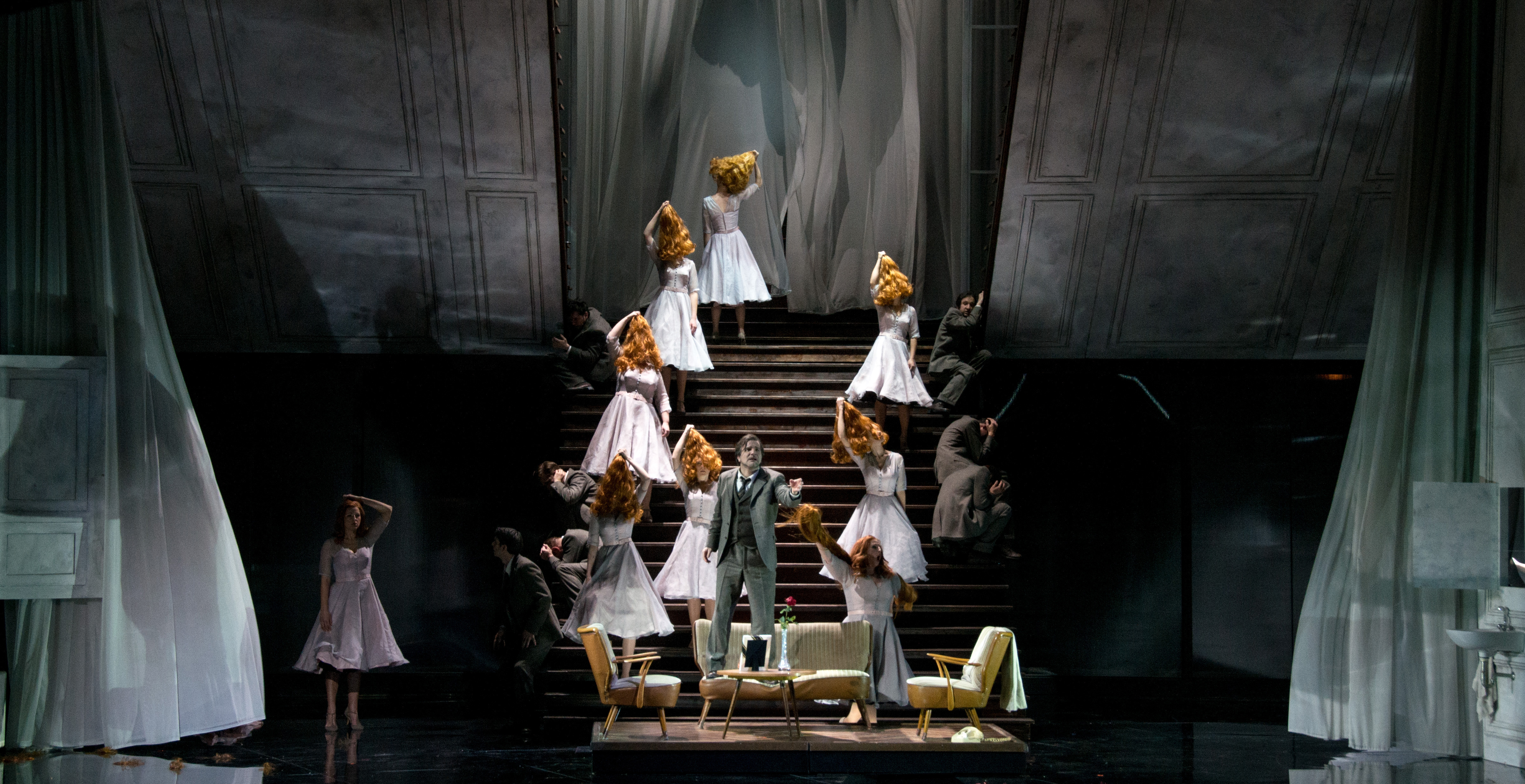
Die tote Stadt Opera Graz
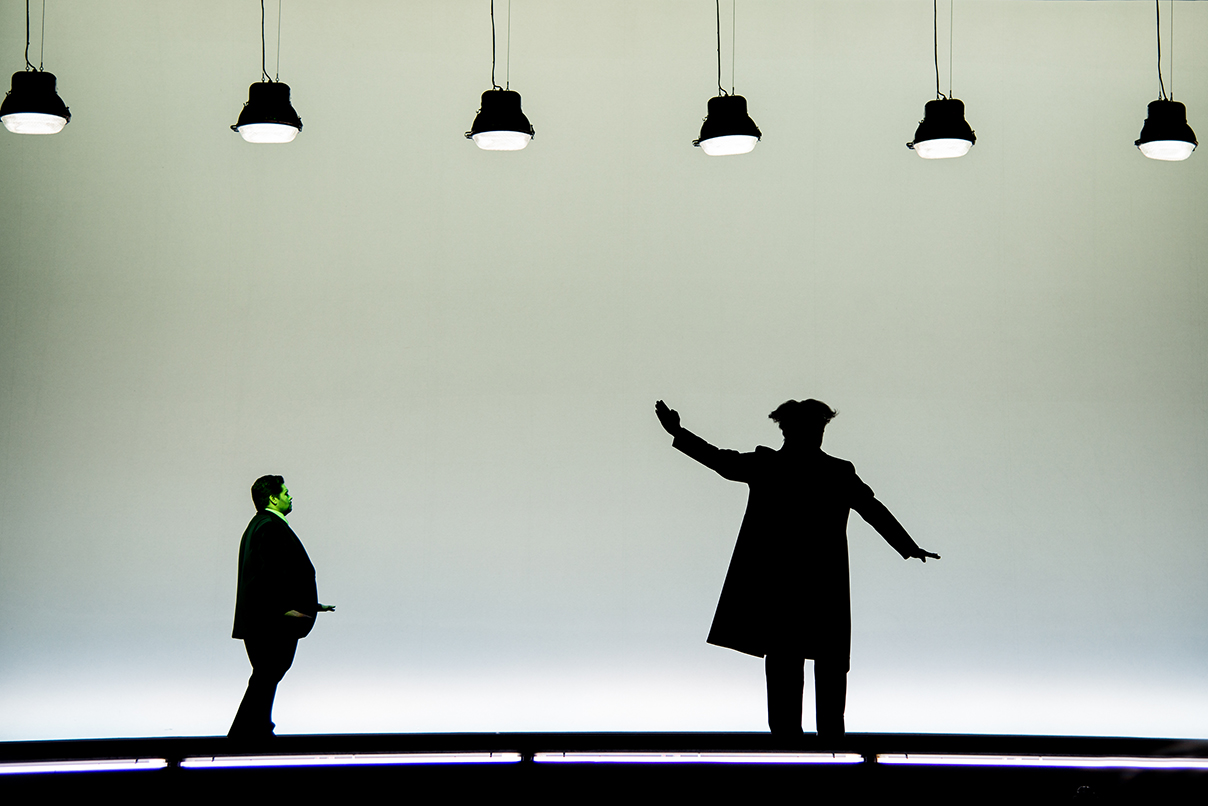
La traviata Musiktheater Linz
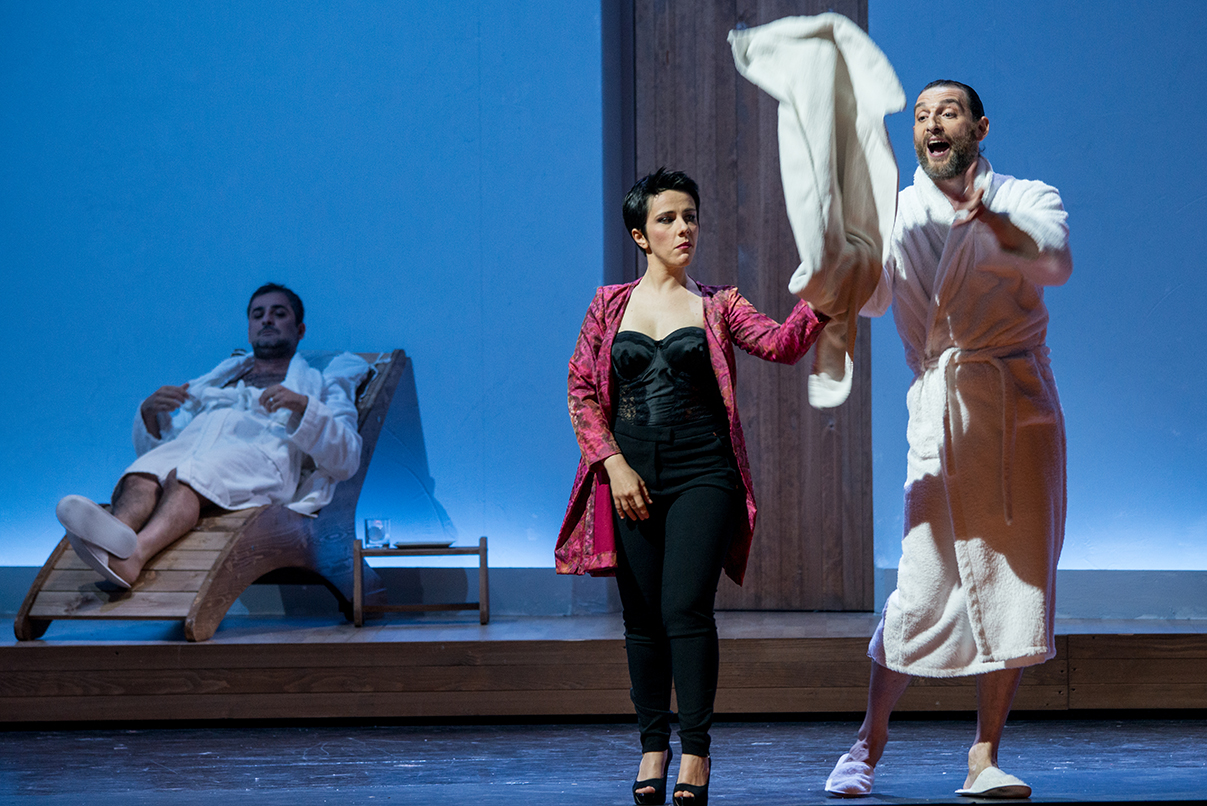
Mirandolina Teatro La Fenice, Venetië
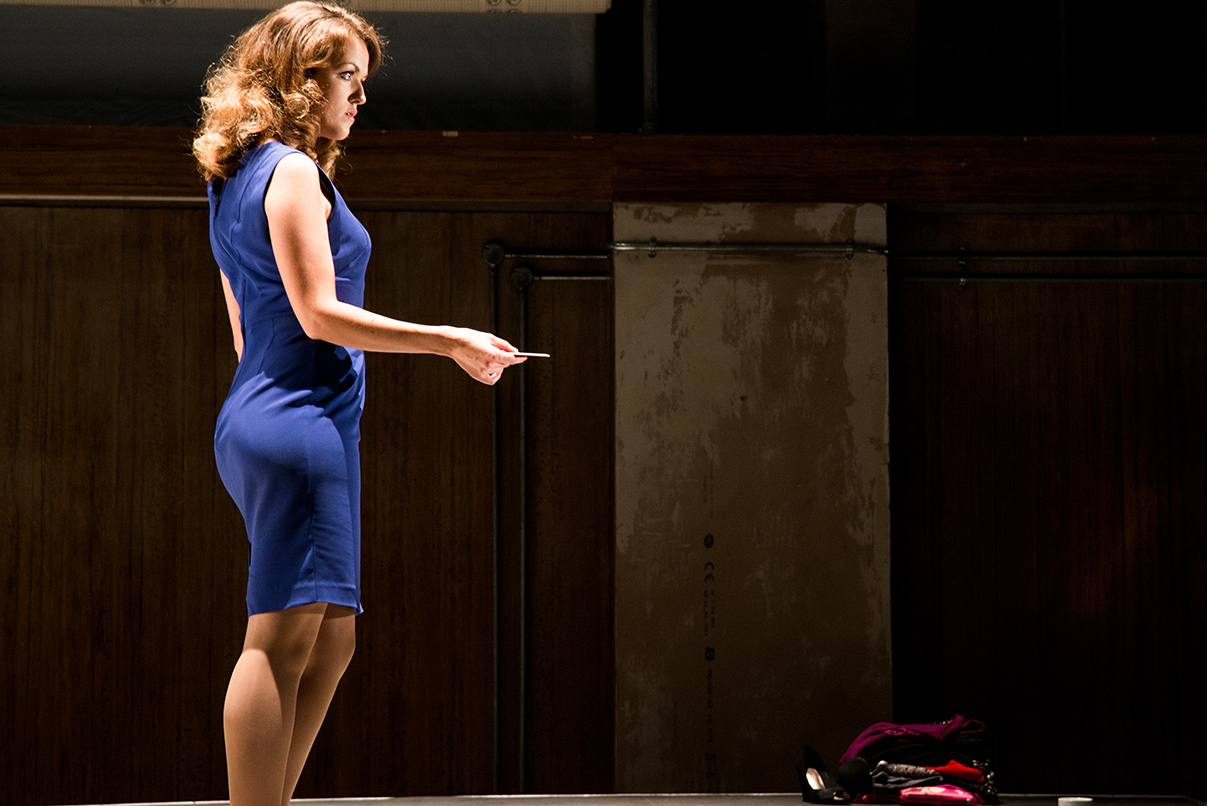
The Last Hotel Edinburgh Festival
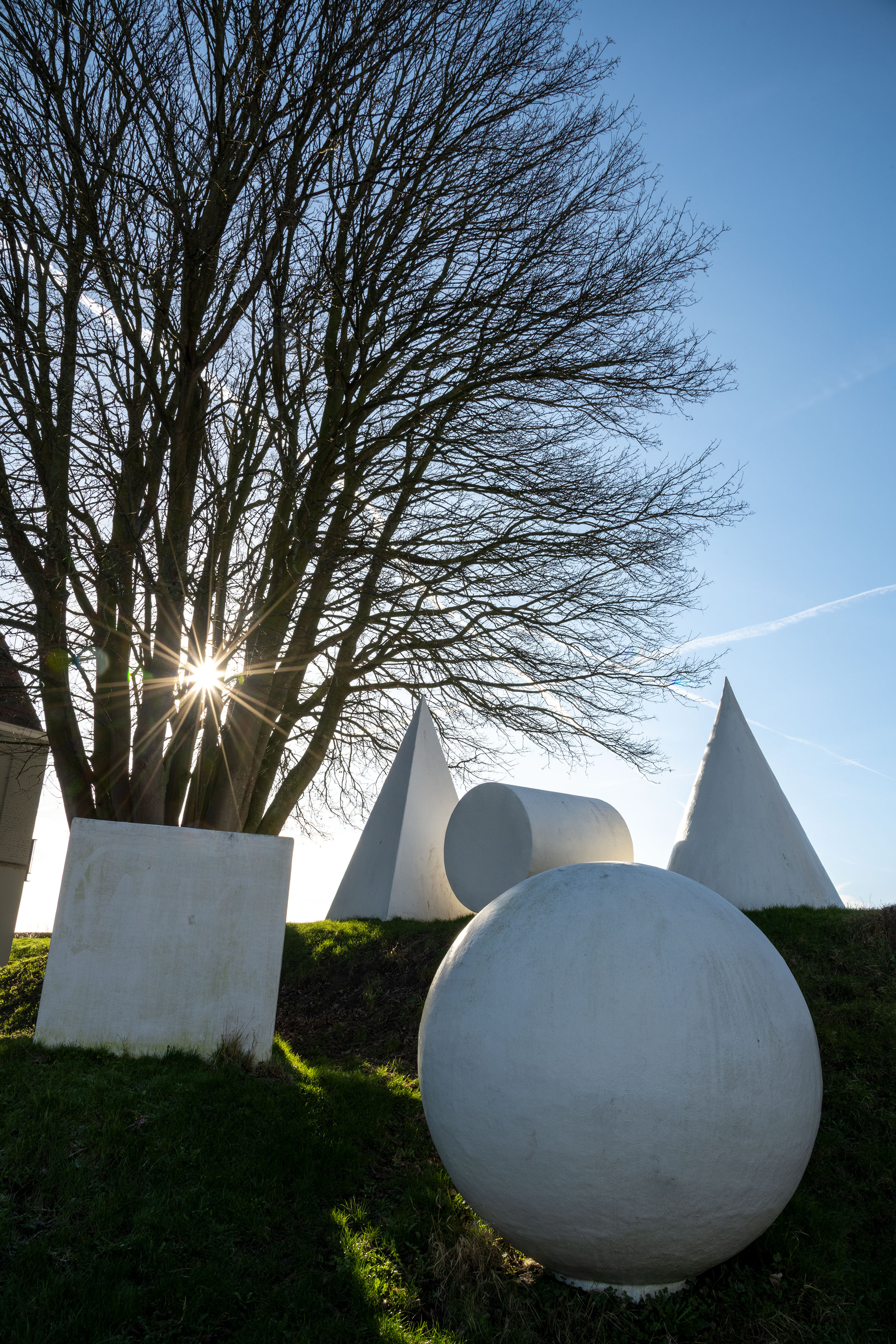
Gorinchem
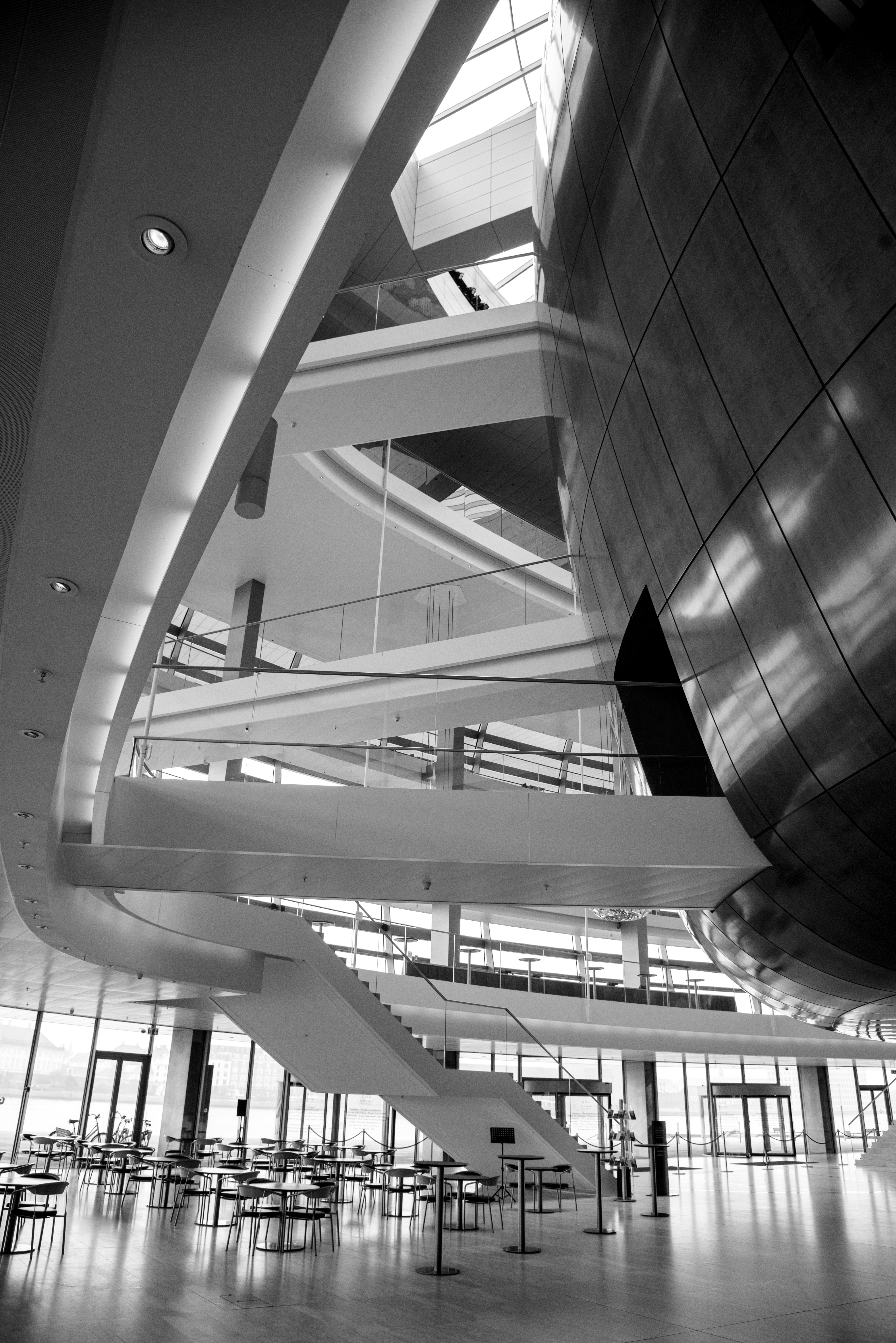
Operagebouw van Kopenhagen
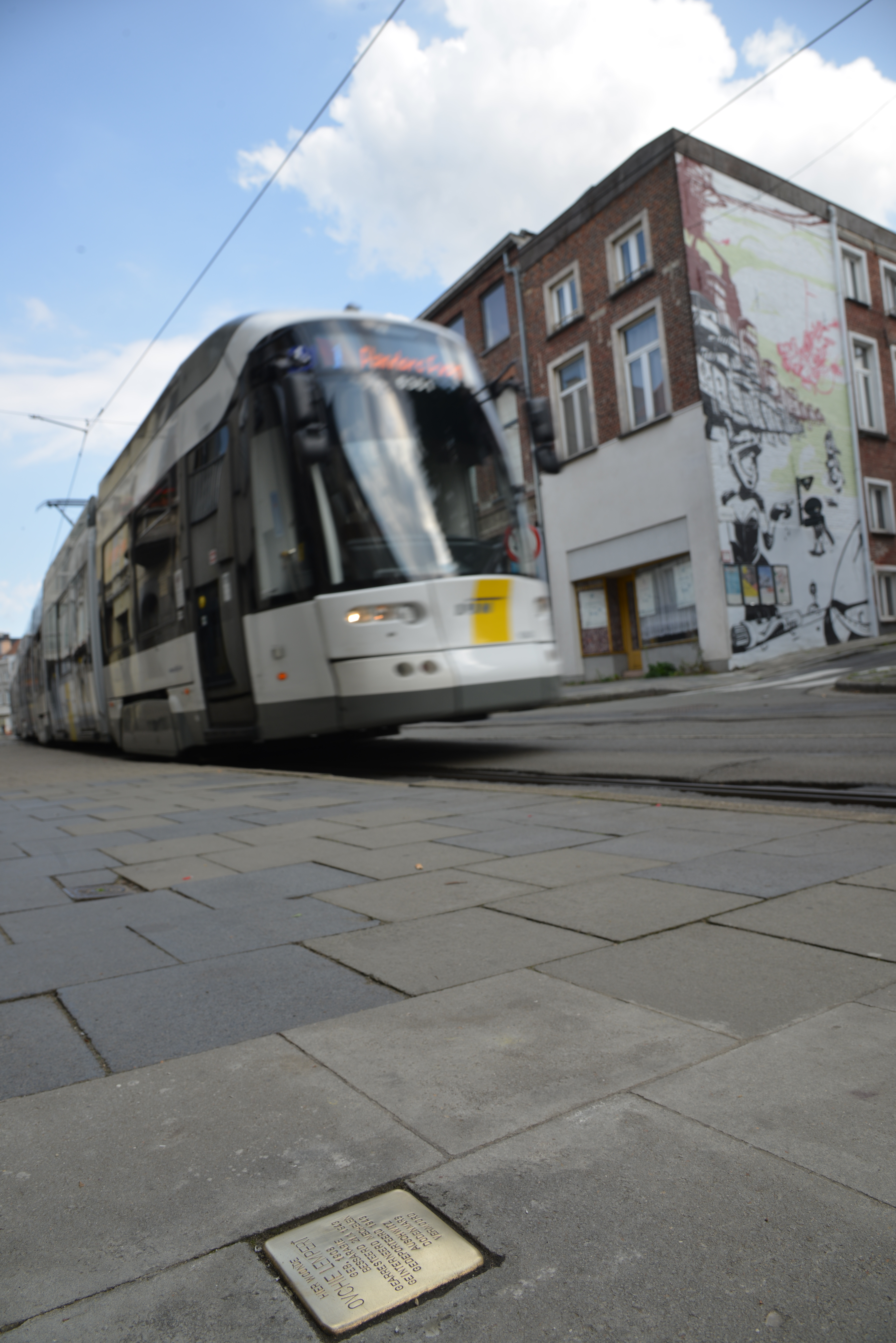
Stolperstein in Gent
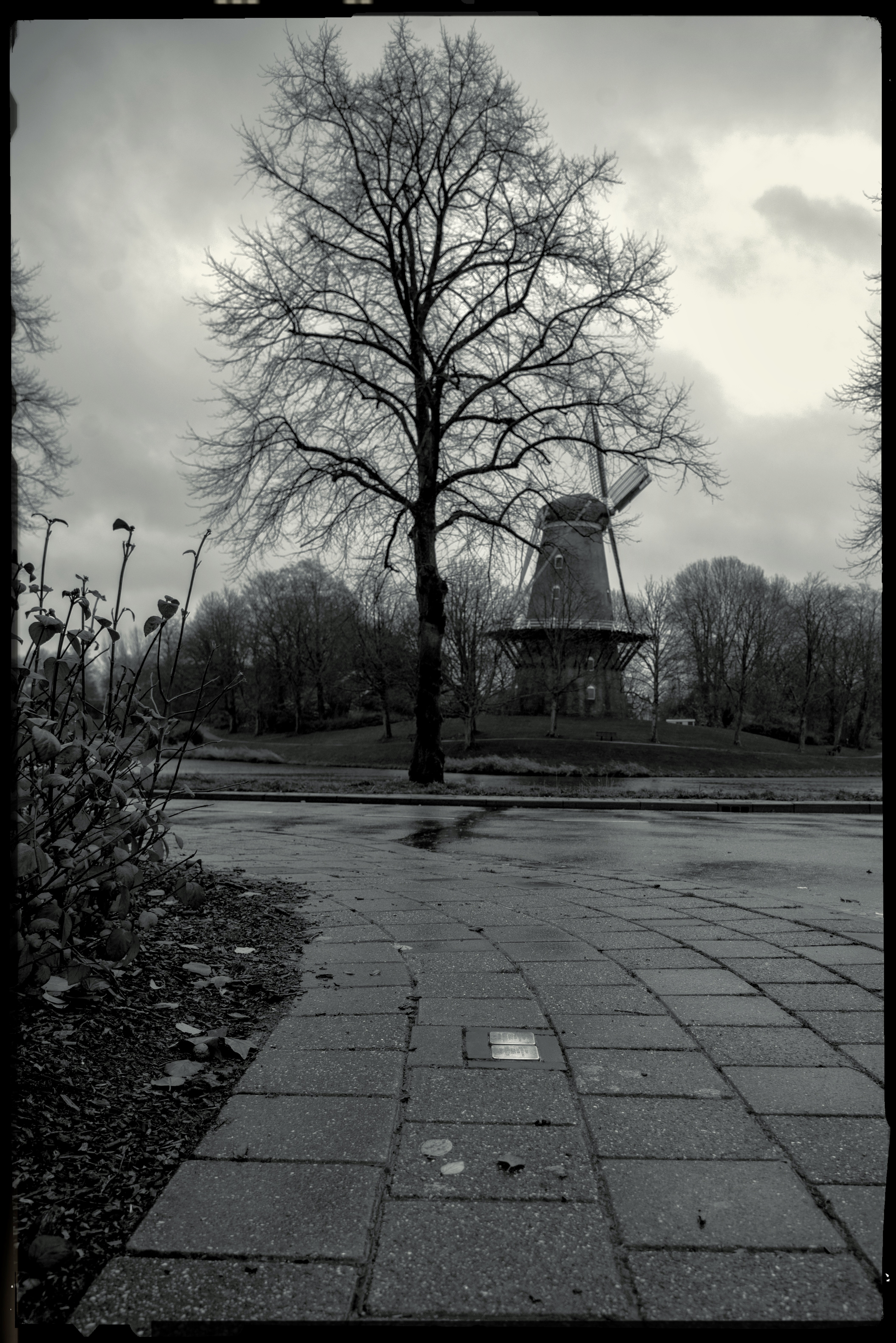
Stolpersteine in Middelburg
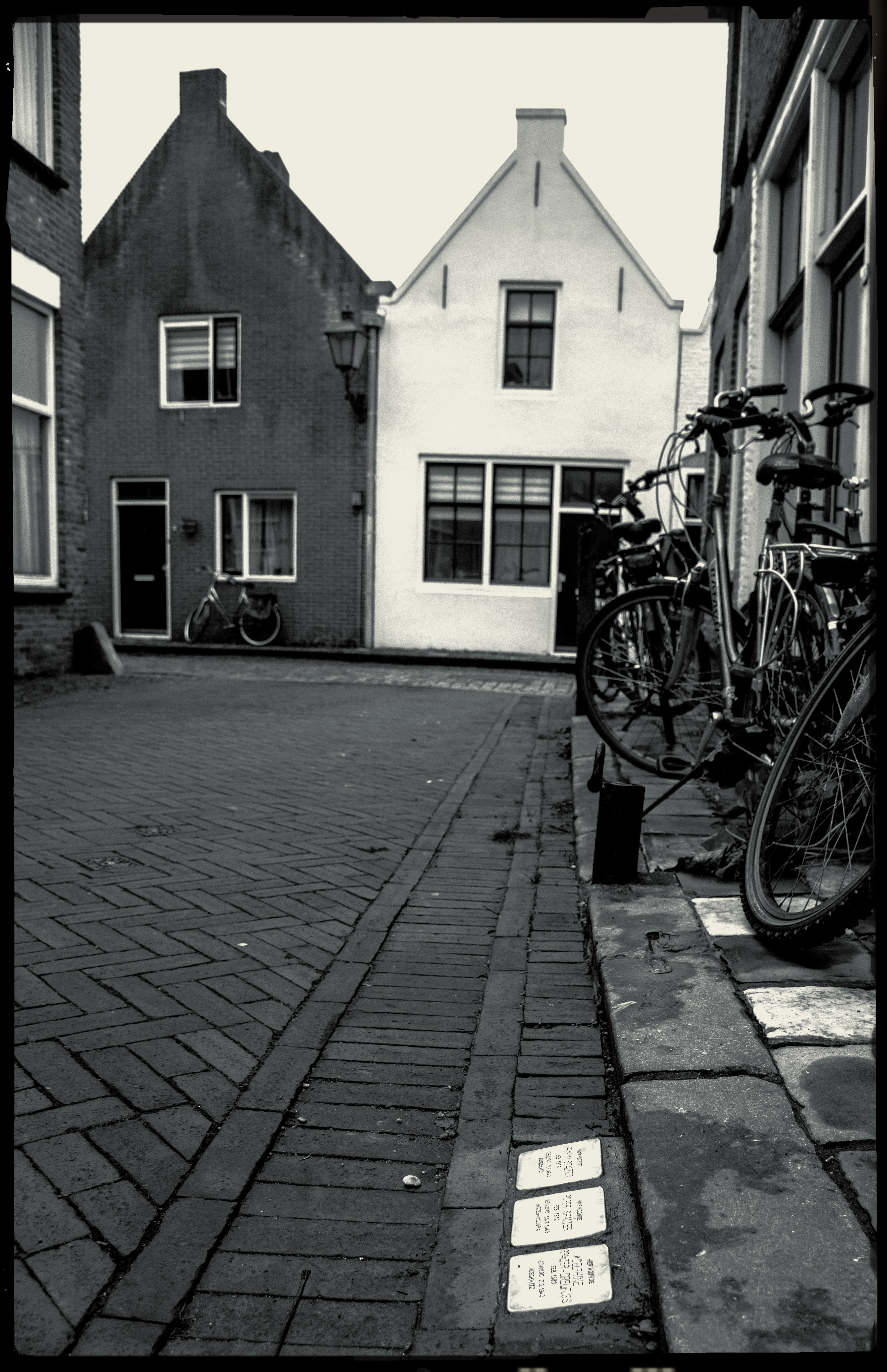
Stolpersteine in Zierikzee

## In tijdschriften
- Woman
- Wienerin
- Corriere della Sera

## In boeken
- Ute Bock: Die Geschichte einer Flüchtlingshelferin, 2010
- Christine Laudahn: Zwischen Postdramatik und Dramatik, Roland Schimmelpfennigs Raumentwürfe, 2012
- Elisabeth Jupiter: Die Angst vor Jakob, Psychotherapeutische Geschichten, 2012
- Frank Bajohr, Andrea Löw: Der Holocaust, Ergebnisse und neue Fragen der Forschung, 2015
- 금난새: 금난새의 오페라 여행: 오페라 여행을 위한 단 한 권의 완벽 가이드 (Geum Nan-sae's operareizen: de enige echte complete gids voor operareizen), 2016
- Walter Vietzen: Kellinghusen unter dem Hakenkreuz, zeitgeschichtliche Betrachtungen einer Kleinstadt in Mittelholstein, 2018
- Sergei Eremenko: Soliton Nature, 2019
- Giacinta Cavagna di Gualdana: Guida curiosa ai luoghi insoliti di Milano, 2019
- Nicholas Mirzoeff: An Introduction to Visual Culture, 2023